# Сан Джовани Валдарно
Сан Джова̀ни Валда̀рно (на италиански: San Giovanni Valdarno) е град и община в централна Италия, провинция Арецо, регион Тоскана. Разположен е на 134 m надморска височина. Населението на общината е 17 118 души (към 2010 г.).